# 전북특별자치도의 행정 구역
전북특별자치도의 행정 구역은 6개의 시, 8개의 군으로 구성되어 있다. 14읍과 145면, 82동으로 세분된다. 전북특별자치도의 인구는 2010년 말을 기준으로 1,868,963명이며, 전라북도의 면적은 8,061.41km2로서 전국토의 8.1%를 차지하고 있다.

## 행정 구역
| 이름           | 한자           | 세대    | 인구      | 면적     | 행정 지도 |
| -------------- | -------------- | ------- | --------- | -------- | --------- |
| 전주시         | 全州市         | 252,370 | 659,024   | 206.10   |           |
| 익산시         | 益山市         | 141,392 | 311,381   | 506.65   |           |
| 군산시         | 群山市         | 139,049 | 278,098   | 390.20   |           |
| 정읍시         | 井邑市         | 52,032  | 127,355   | 692.65   |           |
| 남원시         | 南原市         | 31,452  | 85,994    | 752.63   |           |
| 김제시         | 金堤市         | 33,576  | 90,252    | 544.90   |           |
| 완주군         | 完州郡         | 33,610  | 90,310    | 820.15   |           |
| 진안군         | 鎭安郡         | 11,892  | 27,535    | 789.14   |           |
| 무주군         | 茂朱郡         | 11,540  | 25,562    | 631.89   |           |
| 장수군         | 長水郡         | 12,044  | 26,393    | 533.43   |           |
| 임실군         | 任實郡         | 13,910  | 30,708    | 597.15   |           |
| 순창군         | 淳昌郡         | 13,657  | 30,275    | 495.76   |           |
| 고창군         | 高敞郡         | 28,349  | 59,713    | 607.71   |           |
| 부안군         | 扶安郡         | 27,679  | 58,815    | 493.04   |           |
| 전북특별자치도 | 全北特別自治道 | 783,552 | 1,863,894 | 8,061.40 |           |

## 상세

### 전주시
- 덕진구
- 완산구

## 이관되거나 병합된 행정 구역

### 다른지방 자치 단체로 이관된 행정 구역
- 금산군 - 1963년 1월 1일 충청남도로 이관

### 다른지방 자치 단체와 병합된 행정 구역
- 김제군 - 1995년 1월 1일 김제시에 병합
- 남원군 - 1995년 1월 1일 남원시에 병합
- 옥구군 - 1995년 1월 1일 군산시에 병합
- 이리시 - 1995년 5월 10일 익산군과 합병하여 익산시가 됨
- 익산군 - 1995년 5월 10일 이리시와 합병하여 익산시가 됨
- 정읍군 - 1995년 1월 1일 정주시와 합병하여 정읍시가 됨
- 정주시 - 1995년 1월 1일 정읍군과 합병하여 정읍시가 됨